# Estado do gato
Na mecânica quântica, o estado de gato ou estado-gato, em homenagem ao gato de Schrödinger, é um estado quântico de superposição de duas condições diametralmente opostas . Essa superposição é frequentemente descrita como se o sistema estivesse em duas condições simultaneamente, como se um gato pudesse estar vivo e morto ao mesmo tempo, mas tal descrição não é formalmente correta. O gato de Schrödinger às vezes é conectado à hipótese dos muitos mundos por seus proponentes, em que haveria um gato vivo em uma história e um morto em outra.

## Estados do gato em modos únicos

Função de Wigner de um estado do gato Schrödinger

Em óptica quântica, um estado de gato é definido como a superposição quântica de dois estados coerentes de fase oposta de um único modo óptico (por exemplo, uma superposição quântica de grande campo elétrico positivo e grande campo elétrico negativo):
{\displaystyle |\mathrm {cat} _{e}\rangle \propto |\alpha \rangle +|{-}\alpha \rangle },
onde
{\displaystyle |\alpha \rangle =e^{-{|\alpha |^{2} \over 2}}\sum _{n=0}^{\infty }{\alpha ^{n} \over {\sqrt {n!}}}|n\rangle },
e
{\displaystyle |{-}\alpha \rangle =e^{-{|{-}\alpha |^{2} \over 2}}\sum _{n=0}^{\infty }{({-}\alpha )^{n} \over {\sqrt {n!}}}|n\rangle },
são estados coerentes definidos na base do número (Fock). Observe que se adicionarmos os dois estados juntos, o estado de gato resultante conterá apenas os termos do estado de Fock:
{\displaystyle |\mathrm {gato} _{e}\rangle \propto 2e^{-{|\alpha |^{2} \over 2}}\left({\alpha ^{0} \over {\sqrt {0!}}}|0\rangle +{\alpha ^{2} \over {\sqrt {2!}}}|2\rangle +{\alpha ^{4} \over {\sqrt {4!}}}|4\rangle +\dots \right)}.
Como resultado dessa propriedade, o estado do gato acima é frequentemente referido como um estado do gato uniforme. Alternativamente, podemos definir um estado ímpar de gato como
{\displaystyle |\mathrm {gato} _{o}\rangle \propto |\alpha \rangle -|{-}\alpha \rangle },
que contém apenas estados Fock ímpares
{\displaystyle |\mathrm {gato} _{o}\rangle \propto 2e^{-{|\alpha |^{2} \over 2}}\left({\alpha ^{1} \over {\sqrt {1!}}}|1\rangle +{\alpha ^{3} \over {\sqrt {3!}}}|3\rangle +{\alpha ^{5} \over {\sqrt {5!}}}|5\rangle +\dots \right)}.
Estados coerentes pares e ímpares foram introduzidos pela primeira vez por Dodonov, Malkin e Man'ko em 1974.